# Злата Филипович
Злата Филипович (на босненски: Zlata Filipović) е босненска журналистка, продуцентка и сценаристка на документални филми, преводачка и писателка на произведения в жанра мемоари, авторка на книгата „Дневникът на Злата (септември 1991 – октомври 1993)“.

## Биография и творчество
Злата Филипович е родена на 3 декември 1980 г. в Сараево, Босна и Херцеговина, Югославия, като единствено дете в семейството на адвоката Малик Филипович и химичката Алика Филипович.
Вдъхновена от дневника на Ейдриън Мол, започва да пише своя дневник, наречен „Мими“, за забавление през септември 1991 г. След избухването на Войната в Босна и Херцеговина семейството се оказва блокирано в обсадения на 5 април 1992 г. от сърбите град Сараево, като ежедневно се крие от падащите в града бомби. В писания на ръка дневник Злата разказва за нейния обикновен живот, за нейните реакции на войната, за нейните надежди и страхове за бъдещето, за мечтата си да отиде в парка, за да поиграе с приятелите си както едно време, как се крие с родителите си в мазето на тяхната къща, близо до Народния театър в центъра на Сараево, ужасите на обсадата.
През лятото на 1992 г. служителите на УНИЦЕФ в Сараево научават случайно за дневника ѝ от нейния учител от лятното училище и началото му е публикувано като памфлет на сърбо-хърватски език. През 1993 г. малък вестник в Сараево неофициално публикува дневника ѝ като подарък за читателите. Така тя става известна в Сараево, а журналисти от чуждестранни информационни агенции я интервюират, вкл. репортерът Джанин ди Джовани, който се среща с нея и пише предговора към книгата. Той сравнява нейния дневник с този на Ане Франк от окупирания Амстердам, защото и двата конфликта са отчасти мотивирани от расизъм и етнически различия.
През декември 1993 г. семейство ѝ получава предложение от агенцията на ООН да напусне Сараево и да замине за Париж. Дненикът ѝ е публикуван на английски език през 1994 г. като „Zlata’s diary: a child’s life in Sarajevo“ (Дневникът на Злата: детския живот в Сараево). След това е издаван на много други езици по света. Пътува по света с родителите си и е интервюирана от информационни агенции от Европа, Великобритания, Канада, САЩ и Австралия. Участва в производството на други книги, свързани с войната в Босна и Херцеговина, и получава специалната награда „Дете на храбростта“ от Центъра „Саймън Визентал“.
Семейството остава три години в Париж, а Злата Филипович учи в Международното училище. След това семейството се мести през октомври 1995 г. в Дъблин, където тя учи в колежа „Сейнт Андрюс“. През 2001 г. завършва Оксфордския университет с бакалавърска степен по хуманитарни науки, а след това получава магистърска степен по международни изследвания на мира от Тринити Колидж в Дъблин.
След дипломирането си пише предговора към книгата „Дневник на писателите на свободата“ и като съредактор на книгата „Откраднати сърца: Дневници на войната на младите хора от Първата световна война до Ирак“.
Работи като работи като филмов продуцент и прави документални филми. През 2011 г. режисира късометражния филм „Stand Up!“ за кампанията „BeLoNg To Youth Services“ срещу хомофобския тормоз и хомообията в училищата.
Тя е съоснователка на организацията „Мрежа от млади хора, засегнати от войната“ (NYPAW) с Ишмаел Беа (Сиера Леоне), Кон Келей (Судан), Грейс Акало (Уганда), Емануел Джал (Судан), Шена А. Гаку (Уганда). Работи в отдела на ООН за деца във въоръжени конфликти в Ню Йорк под ръководството на Олара Отуну. Член е на Изпълнителния комитет на ирландската секция на „Амнистия Интернешънъл“. Била е член на журито на ЮНЕСКО за детската и младежка литературна награда за толерантност.
Злата Филипович живее в Дъблин.

## Произведения
- Zlata’s diary: a child’s life in Sarajevo (1994)

### Екранизации като продуцент и сценарист на късометражни и документални филми
- 2011 Hold on Tight
- 2011 Stand Up!
- 2012 Motion Sickness
- 2013 Abacus
- 2014 Somebody to Love
- 2014 Stand up for Your Friends
- 2016 OCD & Me
- 2016 The Wake
- 2016 The Story of Yes
- 2017 The Farthest
- 2017 James Vincent McMorrow: One Thousand Times
- 2017 The Babymakers – документален тв сериал
- 2017 Bittersweet
- 2018 The Game: The Story of Hurling – документален тв сериал
- 2018 Johnny
- 2018 Villagers: Fool
- 2019 Strong at the Broken Places
- 2019 Welcome to a Bright White Limbo
- 2020 When Women Won